# Маргарет де Невілл
Маргарет де Невілл, також відома як Маргарет де Лонгвіллерс і доміна Маргарета де Невілл (бл. 1252 – лютий 1318/1319), була англійською землевласницею в Йоркширі та Ланкаширі в XIII та XIV століттях. Її спадок сприяв зміцненню влади та впливу роду Невіллів.

## Біографія
Маргарет де Лонгвіллерс (також відома як Лунгвільєрс) народилася у Фарнлі, Йоркшир, у 1252 році або раніше. Вона була дочкою і спадкоємицею Джона де Лунгвільєрса та успадкувала землі в Горнбі, а також інші володіння в Ланкаширі, Західному райдингу Йоркширу та Лінкольнширі, після його смерті в 1255 році. До цих володінь належали маєтки в Горнбі, Кононлі, Фарнхіллі, Гаргрейві, Клекгітоні, Фарнлі та Армлі. Маргарет вийшла заміж за Джеффрі де Невілла (сина Джеффрі де Невілла та Джоан з Монмута) до 1267 року. Саме їхній шлюб сприяв консолідації багатства та впливу роду Невіллів.
У Маргарет і Джеффрі було шестеро дітей, які дожили до повноліття. Після смерті чоловіка (прибл. 1285 р.) Маргарет активно працювала над тим, щоб зберегти контроль над своїми володіннями. Однак цей контроль залежав від отримання ліцензії від корони, якщо вона знову вийде заміж. У 1285 році вона отримала "судовий наказ про володіння" у замку Горнбі. У 1288/89 роках вона закріпила маєток Гаттон Магна за собою довічно. У 1293 році їй було надано ліцензію, що свідчить про те, що вона, ймовірно, повторно вийшла заміж. У 1294 році вона була зобов’язана забезпечити військову службу в Гасконі, а у 1300 році — проти шотландців.
У «Книзі актів абатства Болтон» збереглися записи про її благодійність. У цих записах, замість того щоб називати себе «дружиною ...» чи «дочкою ...», Маргарет де Невілл використовувала власні імена: як "domina Margareta de Longvl", так і "domina Margareta de Nevill".
Маргарет де Невілл померла у 1318 або 1319 році та, можливо, була похована в абатстві Болтон. Під час її похорону бідним було роздано 1440 галонів елю. Настоятель Болтонського монастиря був виконавцем її заповіту. Після її смерті виникла суперечка щодо успадкування маєтку у Фарнлі.

## Шлюб та нащадки
У шлюбі Маргарет із Джеффрі народилися:
- Джон I де Невілл з Горнбі, який одружився з Пернел[15]
- Джеффрі Невілл
- Роберт I де Невілл з Горнбі, який одружився з Ізабель, дочкою Роберта де Байрона
- Едмунд де Невілл, який одружився з Ізольдою, дочкою Роберта з Фламборо
- Вільям
- Маргарет, яка вийшла заміж за Роберта де Нортмілфорда